# The Maze (film din 1953)
The Maze este un film SF de groază britanic din 1953 regizat de William Cameron Menzies. Rolurile principale au fost interpretate de actorii Richard Carlson, Veronica Hurst, Katherine Emery, Michael Pate și John Dodsworth.

## Distribuție
- Richard Carlson
- Veronica Hurst
- Katherine Emery
- Michael Pate
- John Dodsworth

## Legǎturi externe
- The Maze la Internet Movie Database